# Sthenolepis incisa
Sthenolepis incisa är en ringmaskart som först beskrevs av Grube 1877.  Sthenolepis incisa ingår i släktet Sthenolepis och familjen Sigalionidae. Inga underarter finns listade i Catalogue of Life.